# ۴۴۸۶ میترا
سیارک ۴۴۸۶ میترا (به انگلیسی: 4486 Mithra، نامگذاری:1987SB) چهار هزار و چهارصد و هشتاد و ششمین سیارک کشف شده‌است که در ۲۲ سپتامبر ۱۹۸۷ کشف شد.
قدر مطلق سیارک برابر ۱۵٫۶۰ است.
این سیارک به نام میترا (مهر]] از ایزدان هندوایرانی نام گذاری شده‌است.